# Simulium veltistshevi
Simulium veltistshevi es una especie de insecto del género Simulium, familia Simuliidae, orden Diptera.

## Taxonomía
Fue descrita científicamente por Rubtsov, 1940. Fue publicada en Zoologicheskii Institut Akademii Nauk SSSR.